# 孤狼の血 LEVEL2
『孤狼の血 LEVEL2』（ころうのち レベルツー）は、2021年8月20日に公開の日本の映画作品。柚月裕子の小説『孤狼の血』シリーズを原作とした2018年の映画『孤狼の血』の続編だが、ストーリーは原作小説では描かれていない完全オリジナルとなる。
監督は前作に続き白石和彌、主演は前作で助演の松坂桃李が務めた。

## 製作
2020年9月29日から呉市と広島市を中心に撮影、11月8日にクランクアップ。

## ストーリー
広島県警で“伝説”と称された刑事・大上章吾がこの世を去ってから3年後、彼の遺志を受け継いだ刑事・日岡秀一（松坂桃李）は裏社会を取り仕切っていたが、そこに出所してきた“悪魔”こと上林（鈴木亮平）が現れたことで状況は急転し、互いの組織を巻き込んだ抗争と発展していく。

## キャスト

### 警察
呉原東署
- 日岡秀一（ひおか しゅういち）：松坂桃李…呉原東署・刑事二課・暴力犯捜査係（巡査）。殉職した大上の跡を継ぎ、尾谷組と広島仁正会の手打ちを裏で仕切った。捜査のためなら違法行為も厭わないため、不良刑事と陰で呼ばれている。
- 友竹啓二（ともたけ けいじ）：矢島健一[9][10][11][12]…呉原東署・刑事二課・暴力犯捜査係係長（警部補）。
- 菊地（きくち）：さいねい龍二…刑事二課・暴力犯捜査係（巡査）。
- 有原（ありはら）：沖原一生…刑事二課・暴力犯捜査係（巡査）。

広島県警本部
- 嵯峨大輔（さが だいすけ）：滝藤賢一[9][10][11][12]…広島県警本部・捜査一課（管理官）。日岡を目の敵にしている。
- 瀬島孝之（せしま たかゆき）：中村梅雀[3][4][5][6]…広島県警本部・捜査一課（警部補）。定年間近。日岡の相棒として捜査にあたる。
- 中神悟（なかがみ さとる）：三宅弘城[13][14][15][16]…広島県警本部・捜査一課（警部補）。
- 沢渡（さわたり）：足立智充…鑑識官。
- 河村（かわむら）：木原真之介…鑑識官。

徳島刑務所
- 神原憲一（かんばら けんいち）：青柳翔[13][14][15][16]…徳島刑務所・刑務官(看守部長)[17]。神原千晶の兄。上林から恨みを買い、妹を殺害される。

### 広島仁正会
綿船組
- 綿船陽三（わたふね ようぞう）：吉田鋼太郎[3][4][5][6]…仁正会・会長。綿船組・組長。尾谷組と手打ちを行った。
- 溝口明（みぞぐち あきら）：宇梶剛士[13][14][15][16]…仁正会・理事長。広島県警と手を組む。

五十子会
- 角谷洋二（かくたに ようじ）：寺島進[13][14][15][16]…二代目五十子会・会長。上林を排除するため、日岡に情報提供を行う。
- 角谷華英（かくたに はなえ）：安竜うらら…角谷洋二の妻。中国人。
- 五十子環（いらこ たまき）：かたせ梨乃[13][14][15][16]…初代五十子会会長故・五十子正平の妻。上林の出所を歓迎する。

五十子会上林組
- 上林成浩（うえばやし しげひろ）：鈴木亮平[3][4][5][6]（少年期：蒼井旬）…組長。故五十子正平の腹心。7年の刑期を終え出所し、会長の仇をとる復讐心から尾谷組や邪魔な仁正会幹部衆を殺害する。
- 近田幸太（ちかだ こうた）：村上虹郎[3][4][5][6]…構成員。通称チンタ。日岡を兄のように慕う。報酬と引き換えに上林組にスパイとして潜り込む。
- 佐伯昌利（さえき まさとし）：毎熊克哉[13][14][15][16]…舎弟頭。
- 戸倉毅（とくら たけし）：小栗基裕…構成員。花田を敵対視する。
- 土屋（つちや）：市川洋…構成員。
- 池田（いけだ）：中山求一郎…構成員。
- 浅井（あさい）：菅原健…構成員。尾谷組への襲撃を図るが、冒頭で逮捕される。
- 三村（みむら）：木田佳介…構成員。尾谷組への襲撃を図るが、冒頭で逮捕される。
- 西山（にしやま）：金井浩人…構成員。尾谷組への襲撃を図るが、冒頭で逮捕される。

### 尾谷組
- 天木幸男（あまぎ ゆきお）：渋川清彦[13][14][15][16]…組長代行。広島仁正会と手打ちを行った。
- 橘優馬（たちばな ゆうま）：斎藤工[3][4][5][6]…若頭。
- 花田優（はなだ まさる）：早乙女太一[3][4][5][6]…構成員。
- 柳島（やなぎしま）：杉田雷麟…構成員。
- 住田（すみだ）：西本竜樹…構成員。

### その他一般人
- 近田真緒（ちかだ まお）：西野七瀬[3][4][5][6]…スタンド「華」のママ。チンタの姉で、日岡と付き合っている。
- 吉田滋（よしだ しげる）：音尾琢真[9][10][11][12]…建設会社「パールエンタープライズ」社長。元広島仁正会・加古村組構成員。仁正会の援助もあり、国の公共事業をも手掛けていたが、上林に脅され会社を乗っ取られる。
- 神原千晶（かんばら ちあき）：筧美和子[13][14][15][16]…「神原ピアノ教室」講師。神原憲一の妹。上林と組員によって惨殺される。
- 瀬島百合子（せしま ゆりこ）：宮崎美子[13][14][15][16]…瀬島孝之の妻。難病の子を失った過去を持つ。
- 高坂隆文（こうさか たかふみ）：中村獅童[9][10][11][12]…安芸新聞・社会部記者。日岡をマークする。
- 三好（みよし）：堀内正美…村民。
- 播戸竜二[18][19][20][21]…賭場で勝負する男。
- 松浦祐也…上林成浩の父。
- 美知枝…上林成浩の母。
- 柚月裕子…クラブのママ。
- 中山克己…瀬島家の隣人。
- 竜のり子…焼肉屋の店主。
- 飯田浩司[22][23][24]（ニッポン放送アナウンサー）…※声のみの出演
- 有働由美子[22]（フリーアナウンサー、元NHKアナウンサー）…※声のみの出演
- 野村弘樹[22]（『ショウアップナイター』解説者、元横浜ベイスターズ投手）…※声のみの出演
- 煙山光紀[22]（ニッポン放送報道スポーツコンテンツルームスポーツ部アナウンサー）…※声のみの出演
- 横山雄二[25]（RCC中国放送アナウンサー）…銃撃された橘優馬を治療する医師。
- 河村綾奈[25]（当時：同上）…看護師。

ナレーション
- 二又一成

## スタッフ
- 原作：柚月裕子『孤狼の血』シリーズ（角川文庫 / KADOKAWA刊）[4]
- 監督：白石和彌[4]
- 脚本：池上純哉[4]
- 音楽：安川午朗[4]
- インスパイアード・ソング：アイナ・ジ・エンド「ロマンスの血」[26]
- 製作：村松秀信、木下直哉、山元一朗、丸橋哲彦、堀内大示、與田尚志、藤田浩幸、五老剛、吉村和文、丸山伸一、田中祐介、檜原麻希、鈴木貴幸
- 企画プロデュース：紀伊宗之
- プロデューサー：天野和人、高橋大典
- キャスティングプロデューサー：福岡康裕
- 音楽プロデューサー：津島玄一
- 共同プロデューサー：飯田雅裕
- 撮影：加藤航平[4]
- 美術：今村力[4]
- 照明：川井稔[4]
- 録音：浦田和治（J.S.A.）[4]
- 装飾：大庭信正、佐原敦史
- 編集：加藤ひとみ[4]
- 音響効果：柴崎憲治[4]
- 俳優担当：高橋雄三
- 助監督：山本亮
- 制作担当：前芝啓介
- スクリプター：長坂由起子
- 衣装：森口誠治
- ヘアメイク：西村佳苗子
- 特機：上野隆治
- 特殊メイク・特殊造形デザイン：藤原カクセイ
- スタントコーディネーター：吉田浩之、後藤健
- ガンエフェクト：納富貴久男
- カースタント：永田崇明
- 操演・特殊効果：羽鳥博幸
- VFXスーパーバイザー：渡邊祐示、小坂一順
- 宣伝プロデューサー：蓬田智、孤嶋健二郎
- ラインプロデューサー：吉崎秀一
- 企画協力：KADOKAWA[4]
- プロダクション統括：木次谷良助
- 配給：東映[4]
- 製作プロダクション：東映東京撮影所
- 製作：「孤狼の血 LEVEL2」製作委員会（東映、木下グループ、テレビ東京、山陽鋼業、KADOKAWA、東映ビデオ、電通、朝日新聞社、ダイバーシティメディア、報知新聞社、GYAO、ニッポン放送、Filmarks）

## 製作
前述のように柚月の原作から離れ、池上によるオリジナルの脚本が執筆された書いた。池上はヤクザの存在自体が魅力的に描かれていたとは言い難い前作の轍を踏むまいと、日岡と対決する超弩級のヤクザ・上林を造形した。また、監督の白石は前作では希薄だった、ヤクザを描くには不可欠な「差別問題」を入れようと池上に提案。池上は在日韓国・朝鮮人が多く住む原爆スラムを取り壊して建てられた市営基町高層アパートを上林とチンタの出身地とした。

## ロケ地
2020年9月29日～11月8日まで、オール広島ロケ。原爆スラムを連想させる上林の少年期の回想シーンは、スタジオではなく前作冒頭にて養豚場のシーンの撮影が行われた倉橋島にセットが建設された。またカーチェイスなどの合成シーンはグリーンピアせとうち内のホールをスタジオに改造し、撮影されている。
- 呉市
  - 旧呉市西消防署
  - 宝来ビル周辺・初勢ビル・黄ビル・日野ビル・植田ビル
  - 屋台通り
  - 花見橋通
  - 明神湯
  - 二河公園
  - 呉森沢ホテル
  - クレイトンベイホテル（悟道庵）
  - 明法寺
  - 海上保安大学校
  - 広（松浦邸、第2松浦邸、多賀谷多目的広場）
  - 呉中通病院
  - 倉橋島
- 広島市
  - 市営基町高層アパート・基町ショッピングセンター
  - 広島県警察本部（広島県庁東館）
  - 西区役所
  - 新天地公園（広島市東新天地公共広場）・クラブ四季[注 1]
  - クレストセントラルビル（銀山町）
  - 空田理容院（松川町）
  - 宇品ショッピングセンター
  - 広島高速4号線[注 2]
  - 広島県緑化センター[32]
- 安芸郡海田町・ベイベール海田
- 大竹市[28]
- 安芸太田町
  - 井仁の棚田

## 作品の評価

### 批評家評
- 伊藤彰彦は「脚本に穴がある。日岡一人を陥れるために警察が上林の残忍な殺人を野放しにし、それがマスコミに伝わることを封じ込めている設定には無理がある。但し、脚本の瑕がありながら『LEVEL2』の映画のボルテージは前作を遥かに凌ぐ。上林という魅力的なヒールを造形し、前作のような人情物ではなく、アクション映画に徹し、朝鮮族の中国人と韓国人の確執が根底にある『犯罪都市』の向うを張る、アジア的スケールのフィルム・ノワールとなっているからだ。また前作にはなかった、ヤクザになるしかない人間の哀しみを深々と描き出し、民族や部落差別から目を逸らさない東映ヤクザ映画の伝統に繋がった。ヤクザ映画は時代の憤りと哀しみから生まれる。東映任侠映画が1964年東京オリンピックの前年、高度経済成長の恩恵の浴せない未組織労働者や集団就職の工員たちに支持されて始まったように、『孤狼の血 LEVEL2』も、コロナ禍で棄民化されて2020年東京オリンピックを呪詛する人々、先行きが見えない不況に喘ぐ人々の心に響いた。かくして令和の時代にヤクザ映画はふたたび甦ったのである」などと評している[27]。

## 受賞歴
- 第45回日本アカデミー賞
『孤狼の血』が優秀賞最多13部門を受賞[33][34][35]。　
  - 最優秀助演男優賞（鈴木亮平）
  - 優秀作品賞『孤狼の血 LEVEL2』
  - 優秀監督賞（白石和彌監督）
  - 優秀脚本賞（池上純哉）
  - 優秀音楽賞（安川午朗）
  - 優秀撮影賞（加藤航平）
  - 優秀照明賞（川井稔）
  - 優秀美術賞（今村力）
  - 優秀録音賞（浦田和治）
  - 優秀編集賞（加藤ひとみ）
  - 優秀主演男優賞（松坂桃李）
  - 優秀助演男優賞（村上虹郎）
  - 優秀助演女優賞（西野七瀬）
  - 優秀新人俳優賞（西野七瀬）
- 第64回ブルーリボン賞
  - 作品賞『孤狼の血 LEVEL2』
- 第95回キネマ旬報ベスト・テン
  - 助演男優賞 鈴木亮平 ※『孤狼の血 LEVEL2』『燃えよ剣』『土竜の唄 FINAL』により[36]

## コミカライズ
本作の公開を記念したタイアップ企画「コロウノチVS」の一環として、『マンガクロス』にて2021年8月16日より2022年12月26日まで連載。作画は常石爾來也が担当。
- 常石爾來也（漫画）、柚月裕子（原作）、池上純哉（映画脚本） 『孤狼の血 LEVEL2』 秋田書店〈ヤングチャンピオンコミックス〉、全3巻
  1. 2022年3月17日発売[39][40]、ISBN 978-4-253-30396-5
  2. 2022年8月19日発売[41]、ISBN 978-4-253-30397-2
  3. 2023年3月20日発売[42]、ISBN 978-4-253-30398-9

## 関連テレビ番組
- 孤狼の血LEVEL2公開記念特番 縁日三番勝負（2021年8月21日、テレビ東京）
- 孤狼の血LEVEL2公開記念特番 みんなで観に行きゃええんじゃスペシャル（2021年8月28日、テレビ東京）

## 関連商品
- 孤狼の血 LEVEL2 [DVD]（2021年12月22日発売）
- 孤狼の血 LEVEL2 [Blu-ray]（2021年12月22日発売）

## 続編
2021年9月17日、東映がシリーズ3作目となる続編の製作決定を発表した。